# Okręg wyborczy nr 28 do Sejmu Polskiej Rzeczypospolitej Ludowej (1989–1991)
Okręg wyborczy nr 28 do Sejmu Polskiej Rzeczypospolitej Ludowej (1989–1991) obejmował Bolesławiec oraz gminy Bogatynia, Bolesławiec (gmina wiejska), Leśna, Lubań, Lubań (gmina wiejska), Lwówek Śląski, Mirsk, Nowogrodziec, Olszyna, Osiecznica, Pieńsk, Platerówka, Siekierczyn, Sulików, Węgliniec, Zawidów, Zgorzelec i Zgorzelec (gmina wiejska) (województwo jeleniogórskie). W ówczesnym kształcie został utworzony w 1989. Wybieranych było w nim 3 posłów w systemie większościowym.
Siedzibą okręgowej komisji wyborczej był Bolesławiec.

## Wybory parlamentarne 1989

### Mandat nr 108 –Polska Zjednoczona Partia Robotnicza
| Kandydat | I tura | I tura | II tura | II tura |
| Kandydat | Głosów | %      | Głosów  | %       |
| --- | ------ | ------ | ------- | ------- |
| Jerzy Gołaczyński                                                                                              | 29 883 | 29,19  | 22 159  | 51,16   |
| Jerzy Jankowski                                                                                                | 22 962 | 22,43  | 14 193  | 32,77   |
| Liczba głosów ważnych: 102 376 (I tura) • 43 314 (II tura) Źródło: Państwowa Komisja Wyborcza I tura i II tura |        |        |         |         |

### Mandat nr 109 – bezpartyjny
| Kandydat                                                         | Głosów | %     |
| ---------------------------------------------------------------- | ------ | ----- |
| Jan Kisiliczyk                                                   | 65 243 | 67,27 |
| Halina Rudzińska                                                 | 16 601 | 17,12 |
| Jan Ciosek                                                       | 7037   | 7,26  |
| Bohdan Liksztet                                                  | 3580   | 3,69  |
| Liczba głosów ważnych: 96 982 Źródło: Państwowa Komisja Wyborcza |        |       |

### Mandat nr 110 – bezpartyjny
| Kandydat                                                          | Głosów | %     |
| ----------------------------------------------------------------- | ------ | ----- |
| Zbigniew Bobak                                                    | 75 633 | 73,50 |
| Halina Kronkowska                                                 | 12 723 | 12,36 |
| Józef Janusz                                                      | 10 331 | 10,04 |
| Liczba głosów ważnych: 102 902 Źródło: Państwowa Komisja Wyborcza |        |       |